# Tempestade tropical Dolores (2021)
A Tempestade tropical Dolores foi uma forte tempestade tropical que afetou vários estados do sudoeste do México em junho de 2021. A quarta tempestade nomeada da temporada de furacões de 2021 no Pacífico, Dolores se desenvolveu em 16 de junho de 2021 a partir de uma área de baixa pressão que se formou na costa do estado de Oaxaca. A área desenvolveu convecção profunda e circulação de superfície fechada, tornando-se a Depressão Tropical Quatro-E por volta das 09:00 UTC de 18 de junho. A depressão rapidamente se intensificou para a tempestade tropical Dolores seis horas depois. À medida que se aproximava gradualmente da costa, Dolores se intensificava continuamente, apesar da sua proximidade com a terra. Atingiu o pico de intensidade às 15:00 UTC em 19 de junho com ventos máximos sustentados de 70 mph (110 km/h) e uma pressão barométrica mínima de 990 mbar (29 inHg), logo abaixo da força do furacão. Pouco depois, Dolores atingiu a costa logo a noroeste de Punta San Telmo, no México, perto da fronteira do estado de Colima com Michoacán. A tempestade enfraqueceu rapidamente ao se mover para o interior e se dissipou no início de 20 de junho sobre Zacatecas. No entanto, a circulação de nível médio da tempestade continuou para o norte, antes de se dissipar mais tarde naquele dia.
A perturbação precursora de Dolores e da tempestade tropical Claudette, no Atlântico, causou dias de fortes chuvas no sudeste do México e na América Central. Avisos e alertas de tempestade tropical e um alerta de furacão foram emitidos ao longo da costa sudoeste do México logo após a atualização de Dolores para uma tempestade tropical, de Nayarit a Michoacán. Pelo menos três pessoas morreram no México, duas das mortes ocorreram em Guerrero e outra em Jalisco.

## História meteorológica
Em 15 de junho, o Centro Nacional de Furacões dos Estados Unidos (NHC) observou o desenvolvimento potencial de uma área de baixa pressão ao largo da costa do sudoeste do México. No dia seguinte, uma ampla área de baixa pressão desenvolveu-se conforme previsto, e começou a produzir uma ampla área de aguaceiros desorganizados e tempestades. O distúrbio se organizou pouco até o início de 18 de junho, quando a convecção em torno do centro da tempestade se tornou mais bem organizada. Simultaneamente, a circulação de superfície fechada se desenvolveu, sinalizando o desenvolvimento de uma depressão tropical às 09:00 UTC daquele dia. A expansão da convecção profunda sobre o centro da depressão, bem como o aumento das classificações de Dvorak, resultou em sua atualização para uma tempestade tropical às 15:00 UTC, após o que foi nomeada de Dolores.

Uma tempestade tropical ampla e extensa, Dolores gradualmente se intensificou devido às condições favoráveis para o resto do dia. O ciclone também passou por um movimento geral de norte a noroeste ao contornar o lado da cordilheira de nível médio. A convecção profunda começou a se desenvolver em bandas mais organizadas e grandes ao longo da circulação de Dolores por volta das 09:00 UTC do dia 19 de junho, e aumentou a cobertura perto de seu centro. A tempestade continuou a se tornar mais organizada à medida que se aproximava da costa do sudoeste do México, com um olho definido e a parede do olho quase fechada. Atingiu o pico de intensidade pouco antes das 15:00 UTC daquele dia, com ventos sustentados de 1 minuto de 70 mph (110 km/h) e uma pressão barométrica mínima de 990 mbar (29 inHg). Dolores atingiu o continente logo após atingir o pico de intensidade perto da fronteira dos estados mexicanos de Colima e Michoacán, ligeiramente a noroeste da cidade de Punta San Telmo, neste último estado. Dolores enfraqueceu rapidamente no oeste do México, devido ao terreno montanhoso da área. O ciclone foi rebaixado para uma depressão tropical às 03:00 UTC em 20 de junho. Pouco depois, a circulação de superfície de Dolores se dissipou no sudoeste de Zacatecas. No entanto, sua circulação remanescente de nível médio e sua umidade associada e atividade de chuva continuaram para o norte sobre o México antes de se dissiparem no final do dia.

## Preparações e impacto
A cidade turística de Puerto Vallarta abriu 20 abrigos antes de Dolores devido às chuvas fortes esperadas de até 15 polegadas (380 mm) e onda de tempestade. 198 abrigos foram abertos em 35 municípios de Jalisco antes de Dolores se mover pela área como uma grande tempestade tropical enfraquecedora. Chuvas torrenciais e enchentes assolaram as porções do sul do estado, durante a passagem de Dolores para o sul e o leste. O secretário mexicano de Defesa Nacional, Luis Cresencio Sandoval, ativou o Plano DN-III-E após o desembarque de Dolores, que permitiu o envio de 2.302 unidades militares para ajudar nos esforços de socorro em Colima, Guerrero e Michoacán. Além disso, foram inaugurados 190 abrigos, 10 abrigos e 8 cozinhas comunitárias nesses estados.

### Guerrero e Oaxaca
O precursor de Dolores, em sincronia com o precursor da tempestade tropical Claudette na Baía de Campeche, causou dias de fortes chuvas no sul do México e na América Central. Moradores de vários estados no sudoeste do México foram avisados sobre os ventos com força de tempestade tropical, cortes de energia, deslizamentos de terra, rios transbordando e chuvas pontuais generalizadas conforme Dolores se aproximava. Chuvas torrenciais atingiram as costas de Oaxaca, Guerrero e Michoacán enquanto o ciclone se aproximava da costa. 35 casas em Guerrero foram danificadas por deslizamentos de terra causados pela perturbação precursora de Dolores. No entanto, as chuvas do distúrbio também trouxeram alívio para a seca generalizada que estava afetando Guerrero e ajudou o setor agrícola.
Na vizinha Oaxaca, pelo menos dez comunidades zapotecas foram impactadas pelo transbordamento de riachos e rios e danos à agricultura e infraestrutura devido aos precursores de Dolores e Claudette. Os piores danos no estado foram nas regiões de Sierra Sur e Costa, onde deslizamentos de terra tornaram as estradas intransitáveis. Duas pessoas morreram em San Nicolás após serem atingidas por um raio.

### Michoacán e Colima

A tempestade tropical Dolores atingiu o México em 19 de junho

Ao chegar à costa perto da fronteira dos estados de Michoacán e Colima, a Unidade de Proteção Civil do Estado de Colima observou que havia apenas pequenos danos à infraestrutura nas áreas costeiras. No entanto, pelo menos 232 árvores caídas foram relatadas em todo o estado, enquanto cerca de 400 mm (15,75 pol.) De chuva caíram perto de Tecomán, as inundações resultantes danificando as plantações de banana e ameaçando a aquicultura. Mais de 150 pessoas enfrentaram a tempestade em um centro de evacuação de uma escola em Cerra de Ortega, Tecomán. Pelo menos duas casas foram seriamente danificadas pelas inundações. 60% das plantações de banana em Colima foram dizimadas pelas inundações produzidas pela tempestade tropical, fazendo com que o preço da banana subisse no estado. Na vizinha Michoacán, pelo menos 20 municípios foram afetados por Dolores, depois que chuvas constantes por 30 horas causaram enchentes e derrubaram árvores pelo vento. As fortes chuvas causaram inundações e deslizamentos de terra bloquearam estradas em Lázaro Cárdenas, Uruapan, Aquila, Chinicuila. Apatzingán, Morelia e Arteaga.  Um riacho transbordou e causou inundações em Villa Victoria, Chinicuila. A rodovia para Zihuatanejo foi fechada devido a enchentes. Os danos em Michoacán foram considerados mínimos.

### Em outro lugar
Em Jalisco, pelo menos 80 casas ou 300 pessoas que moram em El Rebalse ficaram isoladas nas enchentes após o transbordamento do rio Marabasco. A Federal Electricity Commission (CFE) relatou que 54.399 clientes perderam eletricidade em Jalisco, Nayarit e Sinaloa devido a Dolores. Um homem morreu em um campo de futebol em Ciudad Guzmán, Jalisco, após ser atingido por um raio. As faixas externas de Dolores também causaram pequenas inundações em Sinaloa.